# Schlechteria
Schlechteria es un género de fanerógamas perteneciente a la familia Brassicaceae. Comprende una especie. 
Está considerado un sinónimo del género Heliophila

## Especies seleccionadas
| - Schlechteria capensis Bolus ex Schltr. |